# Кызмыда
Кызмыда (осет.  Хъызмыдæ) — персонаж осетинского нартского эпоса, тётя знаменитых нартов-близнецов Урызмага и Хамыца.

## Мифология
Кызмыда подарила Хамыцу чудодейственный зуб, который носит в нартском эпосе название «Зуб Хамыца». Однажды Урызмаг и Хамыц поспорили о том, кто из них старше. Для разрешения этого спора они отправились к своей тёте Кызмыде. Следуя к ней, Урызмаг держался правой стороны дороги, а Хамыц — левой. Приехав к Кызмыде, они рассказали ей о своём споре. Кызмыда им ответила:

«Дети мои, зря вы меня допытываете, ведь вы не хуже меня обычаи знаете: в дороге правой стороны всегда придерживается старший, а перемётные сумы с левой стороны всегда везёт младший. Выходит, Урызмаг — старший, а Хамыц — младший» .

Хамыц не был удовлетворён таким решением спора и рассердился на сестру своего отца и наслал на Кызмыду проклятие, чтобы серый осёл из рода Бората её огулял. Проклятия нартов имели свойство всегда сбываться, поэтому Кызмыда, испугавшись позора, решила умилостивить Хамыца ценным подарком — зубом Аркыза, который обладал чудесной силой — стоило его показать женщине, как она сразу же влюблялась в его обладателя:

"Это такой зуб, что ни одна женщина, которой ты его покажешь, которая увидит его у тебя во рту, не сможет устоять пред тобой, не сможет сказать тебе «нет» .

Кызмыда также рассказала Хамыцу историю происхождения этого зуба и описала его чудесные свойства:

«Он — единственный, что сохранилось от наших древних предков. Прежде этот зуб носили во рту женщины, потом стали носить и мужчины, и никогда он никого не подводил, выполнял все желания, утолял все страсти. Этот зуб обладает свойством никогда не теряться: зашвырни его куда-нибудь, потеряй, всё равно его кто-нибудь найдёт. Так он и переходит из рук в руки, от одного поколения — к другому, из века — в век, из рода — в род» .

## Источник
- Нарты. Осетинский героический эпос. Главная редакция Восточной литературы, т. 2, М., 1989, ISBN 5-02-016996-X